# 이슬람교와 고양이

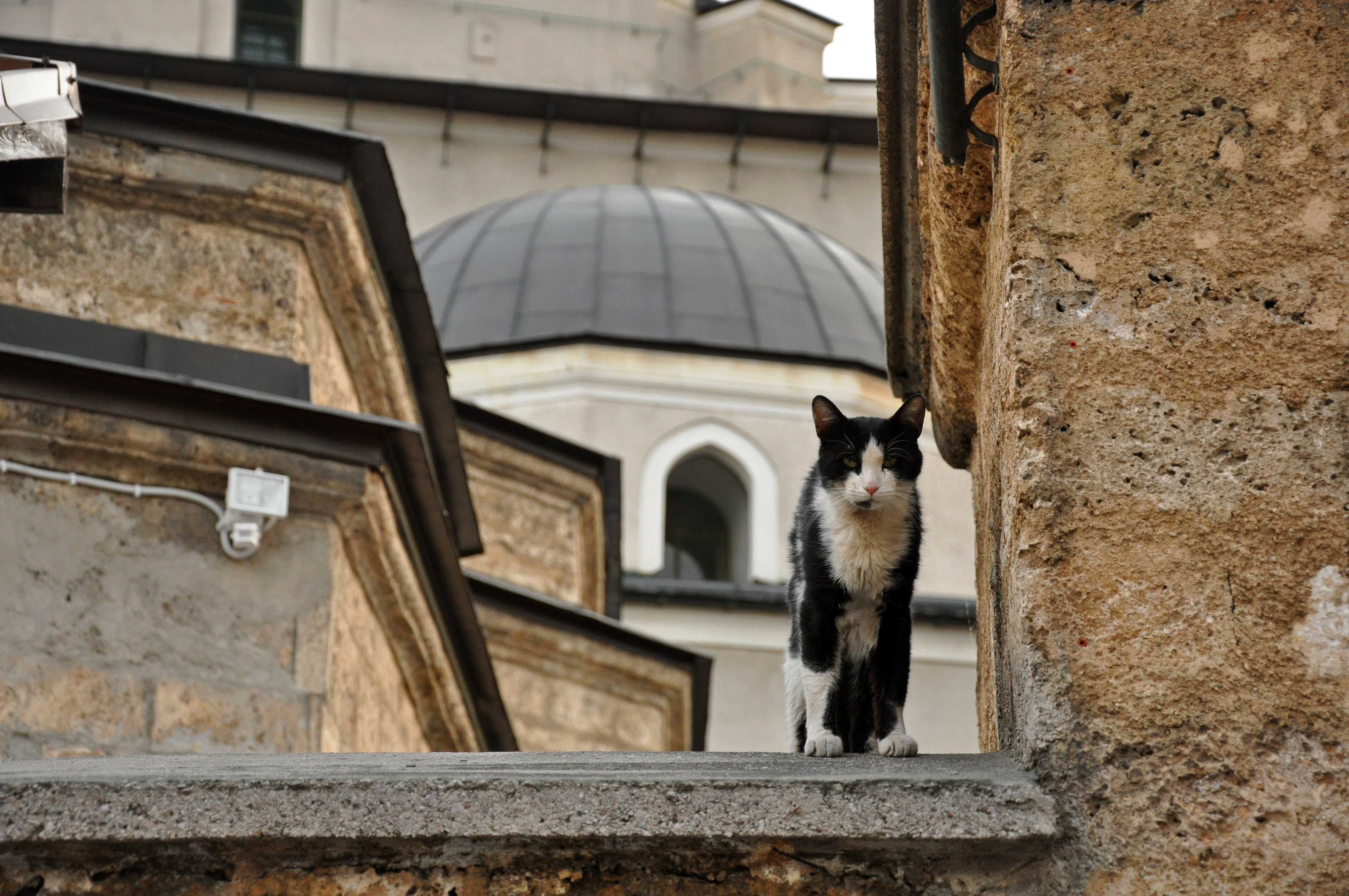
보스니아 헤르체고비나 사라예보의 한 뜰에 있는 야생 고양이

고양이는 이슬람교에서 숭배하는 동물이다. 이슬람교도들은 고양이의 깨끗함에 감탄하며, "전형적인 애완동물"이라고 생각한다.

## 기원

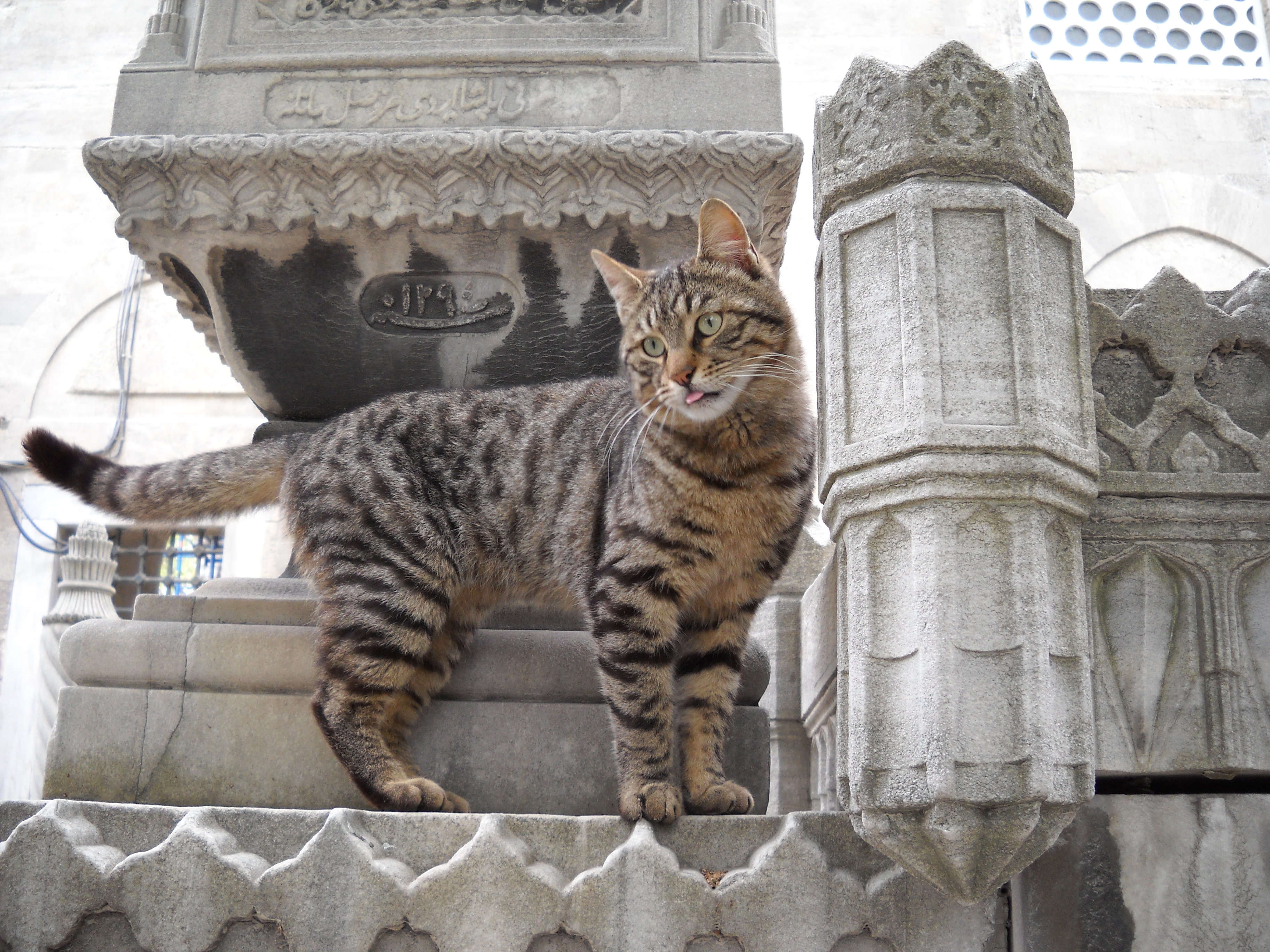
이스탄불의 술레이마니예 모스크의 고양이

고양이는 고대부터 이슬람교에서 채택된 전통인 근동에서 숭배되어 왔다. 많은 하디스에 따르면, 예언자 무함마드는 고양이의 박해와 살해를 금지했다.
예언자 무함마드의 동행자 중 한 명은 고양이에 대한 애착으로 아부 후라이라(사전적 의미로 "고양이의 아버지")로 알려져 있다. 아부 후라이라는 예언자 무함마드가 한 여자가 암컷 고양이에게 짜증을 내고 밧줄로 묶고 죽을 때까지 음식과 물을 제공하는 것을 게을리 한 후 지옥에 갔다고 선언하는 것을 들었다고 주장했다. 전설에 따르면, 아부 사이드의 고양이가 뱀으로부터 예언자를 구했다고 한다.

## 같이 보기
- 고양이의 문화적 묘사
- 고양이와 인간의 상호작용